# Ennio Salvador
Ennio Salvador (Cordignano, 19 juli 1960) is een Italiaans wielrenner. Hij was actief van 1982 tot en met 1989. Hij reed zijn volledige carrière voor Italiaanse wielerteams. Hij behaalde in zijn carrière slechts 3 overwinningen waaronder tweemaal de GP Montelupo. Tijdens zijn carrière reed hij samen in een team met onder anderen Francesco Moser, Roger De Vlaeminck en Moreno Argentin. In 1986 werd hij laatste in het eindklassement van de Ronde van Frankrijk en behaalde zo de 'rode lantaarn'.

## Belangrijkste overwinningen
1983
- GP Montelupo

1984
- GP Montelupo

1988
- Trofeo Matteotti

## Resultaten in voornaamste wedstrijden
| Jaar | Ronde van Italië | Ronde van Frankrijk | Ronde van Spanje |
| ---- | ---------------- | ------------------- | ---------------- |
| 1982 | 73e              |                     |                  |
| 1983 | 82e              |                     |                  |
| 1984 | 48e              |                     | opgave           |
| 1985 | 17e              |                     |                  |
| 1986 | 33e              | 132e (laatste)      |                  |
| 1987 | 83e              |                     |                  |
| 1988 | 73e              |                     |                  |
| 1989 | 32e              |                     |                  |

| Jaar | Milaan-San Remo | Ronde van Lombardije |
| ---- | --------------- | -------------------- |
| 1982 |                 |                      |
| 1983 | 110e            |                      |
| 1984 |                 |                      |
| 1985 | 80e             |                      |
| 1986 |                 |                      |
| 1987 |                 | 5e                   |
| 1988 |                 |                      |
| 1989 | 109e            | 13e                  |